# Song Chong-gug
Song Chong-Gug (Danyang, 20 februari 1979) is een Zuid-Koreaans voormalig voetballer. Hij begon met betaald voetbal bij Pusan Icons. Na twee seizoenen werd hij gekocht door de Nederlandse club Feyenoord, daar maakte hij een aardige indruk. Daarna speelde de rechts-half lang voor het Zuid-Koreaanse Suwon Samsung Bluewings en het nationale elftal van Zuid-Korea. Ook speelde hij kort in Saoedi-Arabië en China.